# Операція на острові Анжуан
Операція на острові Анжуан — військова операція збройних сил Коморських Островів, Франції, Лівії, Сенегалу, Судану і Танзанії проти сепаратиськи налаштованого острова Анжуан з 25 по 26 березня 2008 року.

## Передумови
Острів Анжуан входить до складу Коморських Островів, розташовується між Мадагаскаром і континентальної Африкою і є другим за величиною островом архіпелагу. Ще в XX столітті острів намагався вийти зі складу федерації і стати незалежною державою. У 1997 році влада Анжуану спробувала повернути острів під контроль Франції, якій він раніше належав. Однак французький уряд відмовився. У 2001 році острів домігся автономії в складі Коморських Островів, на ньому сталася спроба перевороту, який придушили війська. У 2007 році на виборах переміг полковник Мохамед Бакар, який категорично відмовився підкорятися центральній владі і фактично створив незалежну державу.

## Хід подій
У ситуації, що склалася президент Коморських Островів звернувся за допомогою до Африканського союзу. Допомогу надали в першу чергу Судан і Танзанія. Також відгукнулися Сенегал і Лівія, а Франція надала Комора техніку і транспорт. Проти проведення операції висловилася ПАР.
26 березня 2008 року на Анжуан десантувалися сили цих країн. Після низки нетривалих зіткнень острів був узятий під контроль Африканським союзом, а сам Мохамед Бакар переодягнувся в жіночу сукню і втік до Майотти.

## Наслідки
За словами експертів, операція мала важливе значення в першу чергу для Судану і Танзанії, в яких склалися подібні ситуації. Африканський союз продемонстрував свою здатність самостійно вирішувати проблеми без допомоги з боку. Один французький експерт заявив:
|  | Африканському союзу було необхідно показати нетерпимість до сепаратизму, який став бичем африканських країн. Невелика переможна війна — це те, що потрібно і для демонстрації цієї нетерпимості, і для того, щоб було чим хвалитися з військової точки зору. |